# Georges Marchais

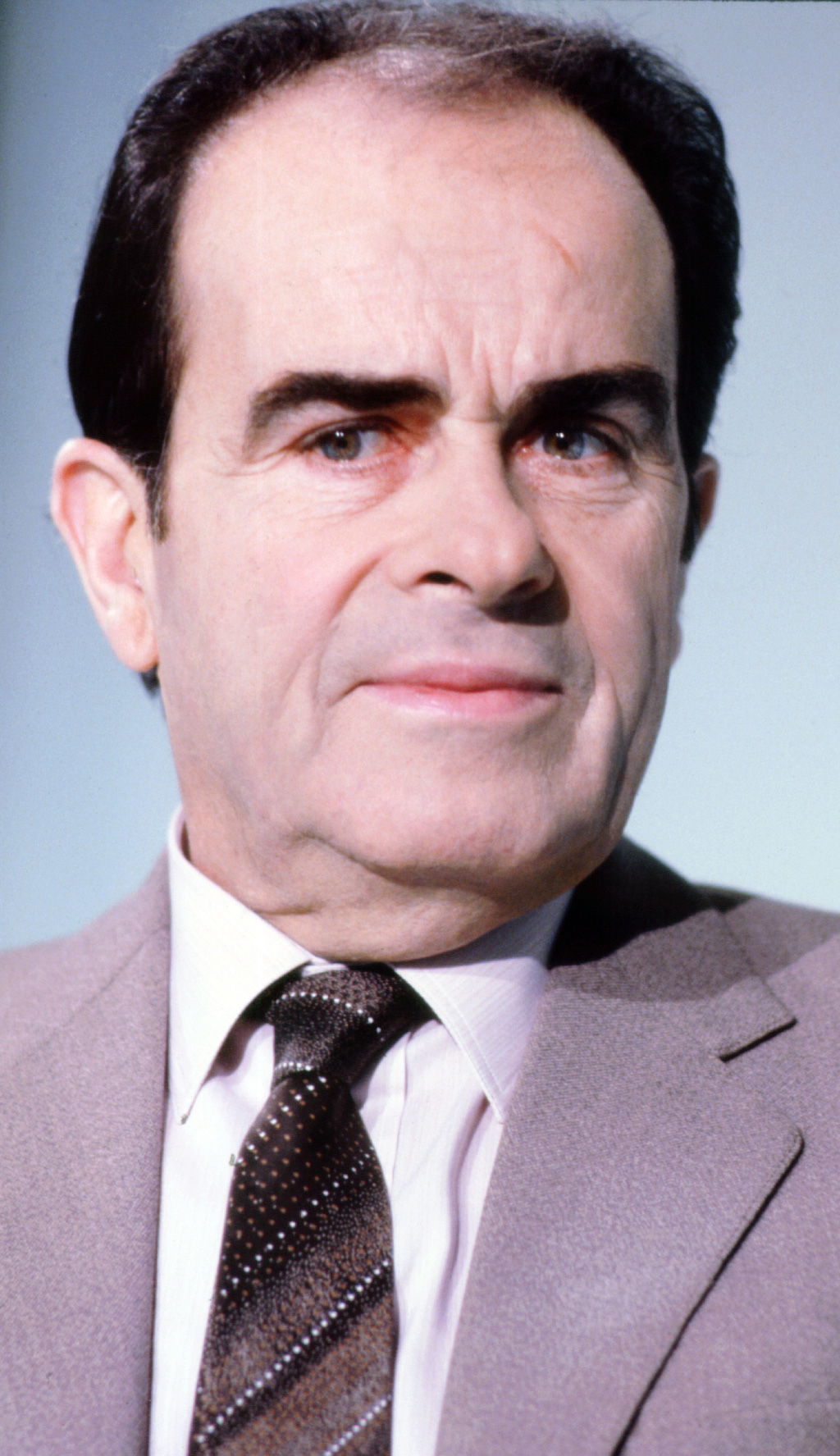
Georges Marchais, 1981.

Georges Marchais (La Hoguette, Baja Normandía; 7 de junio de 1920-París, 16 de noviembre de 1997) fue un político francés, secretario general del Partido Comunista (PCF) entre 1972 y 1994, y líder a finales de los años 1970 de la corriente reformista llamada Eurocomunismo, junto con Enrico Berlinguer y Santiago Carrillo.
Candidato a las elecciones presidenciales de Francia de 1981, decidió la participación del PCF en el primer gobierno de François Mitterrand. Abandonó la secretaría en 1994, siendo sucedido por Robert Hue.
- Datos: Q182192
- Multimedia: Georges Marchais / Q182192